# 網美嬉遊記
是一部於2017年上映的美國黑色幽默電影，由麥特·斯皮克執導，並由大衛·布蘭森·史密斯和斯皮克編劇。電影由奧布瑞·普拉扎、伊丽莎白·奥尔森、比利·馬格努森、懷亞特·羅素、庞·克莱门捷夫和小歐席亞·傑克森主演。該片講述了一位年輕女性爲了與其Instagram偶像做朋友而搬去洛杉磯。
電影在2017年日舞影展舉行首映和參加競賽，並贏得瓦勒度·薩爾特劇本獎。其於2017年8月11日由Neon在美國有限上映，並收穫票房3百萬美元。電影上映後收到許多好評，許多影評人讚賞劇本、暗黑主題、幽默和演出。

## 劇情
英格麗·索伯恩是居住在賓夕法尼亞州一名精神不穩定的年輕女子。英格麗在Instagram發現未接受她追蹤要求的朋友夏洛特沒有邀請她參加婚禮後，便衝進會場向夏洛特臉上噴胡椒噴霧。英格麗因此在精神病院短暫停留。
在被釋放後，英格麗在閲讀雜誌文章時得知了一名社交媒體影響人士泰勒·史隆。英格麗對她看似完美的生活所着迷，接著對其中一張照片加以評論，並獲得史隆回應。繼承了逝去母親的6萬美元遺產，英格麗決定搬去洛杉磯與泰勒成爲朋友。抵達後，她從充滿抱負的編劇丹·平托租了一套威尼斯的房子。她到泰勒經常去的地方和餐館，並以她的風格進行改造。
英格麗在泰勒其中一間最喜歡的書店撞到她後，便跟蹤她到她的房子，並綁架她的狗羅斯科。她將羅斯科還給泰勒，並正式會見她和她丈夫以斯拉。英格麗與他們相識后就接受晚餐的邀請。第二天，英格麗借了丹的卡車來幫助泰勒搬一些東西到她約書亞樹國家公園的家，而她也承諾會在下午歸還。她向泰勒撒謊說這卡車是屬於她男朋友的。他們聚會待的很晚，並在回去的路上，英格麗在强烈的影響下駕駛損壞了卡車。她在隔天早上歸還，導致丹錯過前一天原定閲讀劇本的計劃。
隔天，在泰勒和以斯拉的家裏，英格麗見到泰勒的弟弟和正在康復的吸毒人尼基。她駁回了英格麗和尼基共同參加派對的計劃，這加深了英格麗對他的蔑視。泰勒和尼基嘲笑英格麗的幻想男友丹，而他們也從來沒遇見過。他們邀請英格利在周末到時尚部落格主哈莉·鐘的家，並要求帶同丹。
英格麗向丹爲撞毀卡車一事道歉，承諾會補償他並帶其外出用餐。那天晚上，在結束過去的矛盾後，兩人發生性關係並開始戀情。英格麗邀請丹參加哈蕾·鐘的派對，並要求他告訴大家自己是她的男朋友。到了那裏後，英格麗十分嫉妒泰勒和哈蕾的友情。英格麗還開始意識到泰勒的個性有幾點是捏造的。尼基在英格麗的手機中找到對於泰勒的癡迷的幾張照片。他以此勒索她來換取金錢。作爲報復，英格麗構思了假裝家暴的計劃並怪責尼基。她告訴丹尼基打她，並祈乞求他不要報警，因爲害怕尼基不知道會對其做甚麽。然而，她說服他綁架並恐嚇尼基安靜。尼基之後逃脫他的約束並攻擊丹，這讓英格麗用撬棍攻擊尼基。丹住院之後，英格麗試圖打給泰勒，但是以斯拉接聽並告訴英格麗尼基已經告訴他們一切。他說道泰勒不想再聽到英格麗，而且如果尼基隱瞞自己的罪行，她就會被捕。
絕望之下，英格麗用她剩餘的遺產買下泰勒隔壁的小房子。由於無法支付賬單，她之後失去了使用房子的權力。她發現泰勒家附近舉行聖誕節排隊后，便穿戴上床單和假髮，並在充手機電時損毀。當被發現時，英格麗大力訓斥尼基、泰勒和以斯拉。泰勒回應說，她們兩個真朋友的關係只是假象，並建議英格麗去尋求專業幫助。英格麗感到生活毫無希望，回到家后以點燃的蠟燭圍繞自己，並在自己的Instagram賬戶錄製一段視頻來講述自己的孤單，之後服用過量藥片。
因爲丹即時打給緊急服務，英格麗才能活下來。她在醫院醒來並發現她的視頻在網上走紅，成千上萬的陌生人發出回應，並以#iamingrid（#我是英格麗）表示支持。英格麗感到被愛，並微笑著。

## 演員
演員名單來自IMDb。
- 奧布瑞·普拉扎飾演英格麗·索伯恩（Ingrid Thorburn），一名有依戀問題的精神不穩定女性，並着迷於社交媒體[6]。
- 伊丽莎白·奥尔森飾演泰勒·史隆（Taylor Sloane）[7]，英格麗迷戀的一名受歡迎、自戀的社交媒體影響人士。
- 小歐席亞·傑克森飾演丹·平托（Dan Pinto）[8]，一名充滿抱負的編劇，英格麗的房東並對其墜入愛河。
- 懷亞特·羅素飾演以斯拉·歐克費（Ezra O'Keefe）[9]，油畫家和泰勒的丈夫。
- 比利·馬格努森飾演尼基·史隆（Nicky Sloane）[9]，一名康復的吸毒人和泰勒的弟弟。
- 庞·克莱门捷夫飾演哈蕾·鐘（Harley Chung）[10]，時尚部落格人。
- 漢娜·厄特（Hannah Utt）飾演妮可（Nicole）
- 約瑟夫·布里（Joseph Breen）飾演加斯·拉斐特（Garth Lafayette）
- 安格麗卡·阿莫（Angelica Amor）飾演辛蒂（Cindy）
- 梅雷迪思·哈格納（英语：Meredith Hagner）飾演夏洛特·巴克瓦爾德（Charlotte Buckwald），英格麗的「一面」朋友。
- 查利·萊特（英语：Charlie Wright (actor)）飾演查克（Chuck）
- 丹尼斯·阿特拉斯（Dennis Atlas）飾演布克（Buck）

## 發行
《網美嬉遊記》於2017年1月20日在日舞影展舉行世界首映。稍後，Neon取得該片的北美發行權。電影於2017年8月11日正式發行。

### 票房
在幾周有限上映後，電影於2017年8月25日廣泛上映，並在647家戲院上映收穫票房3,019,057美元，平均1,208美元。

### 評價
爛番茄收集的158篇專業影評文章中，「新鮮度」為85%，平均得分7.1分（滿分10分）。網站的共識評價爲「在奧布瑞·普拉扎和伊丽莎白·奥尔森的强大演出帶領下，讓《網美嬉遊記》以適時的社會觀察來突出聰明、有主體性的幽默」。Metacritic基於39篇評論文章，平均分爲71（滿分100），代表「普遍好評」。

### 榮譽
| 類別               | 典禮日期       | 獎項                                | 獲獎與入圍者                    | 結果 | 參考資料 |
| ------------------ | -------------- | ----------------------------------- | ------------------------------- | ---- | -------- |
| 日舞影展           | 2017年1月28日  | 瓦勒度·薩爾特劇本獎                 | 大衛·布蘭森·史密斯和麥特·斯皮克 | 獲獎 | [ 16 ]   |
| 多维尔美国电影节   | 2017年9月8日   | 大獎賽                              | 麥特·斯皮克                     | 提名 | [ 17 ]   |
| 佛罗里达影评人协会 | 2017年12月23日 | 最佳首部長片                        | 《網美嬉遊記》                  | 提名 | [ 18 ]   |
| 奥斯汀影评人协会   | 2018年1月8日   | 最佳首部長片                        | 《網美嬉遊記》                  | 提名 | [ 19 ]   |
| 音樂監督工會獎     | 2018年2月8日   | 最佳音樂監督電影：預算低於5百萬美元 | 瑪姬·菲利浦斯                   | 提名 | [ 20 ]   |
| 網路電影和電視協會 | 2018年2月18日  | 最佳處女作                          | 麥特·斯皮克                     | 提名 | [ 21 ]   |
| 獨立精神獎         | 2018年3月3日   | 最佳首部影片                        | 《網美嬉遊記》                  | 獲獎 | [ 22 ]   |
| 獨立精神獎         | 2018年3月3日   | 最佳首部劇本                        | 大衛·布蘭森·史密斯和麥特·斯皮克 | 提名 | [ 22 ]   |
| Chlotrudis獎       | 2018年3月18日  | 最佳女演員                          | 奧布瑞·普拉扎                   | 提名 | [ 23 ]   |

## 外部連結
- 互联网电影数据库（IMDb）上《網美嬉遊記》的资料（英文）
- 爛番茄上《網美嬉遊記》的資料（英文）